# Łęknica
Łęknica este un oraș în Polonia.